# Торбеево (Новодугинский район)
Торбеево — деревня в Смоленской области России, в Новодугинском районе. Население — 404 жителя (2007 год). Расположена в северо-восточной части области в 15 км к югу от Новодугино у автодороги Р132 «Золотое кольцо» Вязьма — Зубцов. В 3-х км к востоку от деревни железнодорожная станция Александрино на линии Ржев — Вязьма. Входит в состав Высоковского сельского поселения.

## История
Торбеевская вотчина генерала Н. Н. Салтыкова, чья дочь Александра вышла замуж за князя Я. И. Лобанова-Ростовского, была дана в 1783 году в качестве приданого. В 5 км от села для летнего проживания была устроена усадьба Александрино.
В Торбеево в 1793 году женой Александрой Николаевной была построена каменная церковь с престолами Вознесения Христова и святителя Николая (в честь отца).
В 1812 году в окрестностях деревни сражался партизанский отряд Дениса Давыдова.
На рубеже XIX — XX веков село было одним из крупнейших в Сычёвском уезде, проводились ярмарки, в 1905 году в селе был винокуренный завод.

## Экономика
Средняя школа, дом культуры.

## Достопримечательности

### Церковь Воскресения Словущего
. В церкви были похоронены старший сын и жена (княжна Александра Александровна, дочь А. И. Чернышёва) Д. А. Лобанова-Ростовского.